# N-بروموسكسينيميد
N-بروموسكسينيميد هو مركب عضوي صيغته C4H4BrNO2، ويوجد في الشروط القياسية على شكل صلب بلوري عديم اللون.
يعد هذا المركب من الكواشف الكيميائية المستخدمة في عمليات البرومة وفق آلية استبدال محب للإلكترون (إلكتروفيلية) في الكيمياء العضوية.

## التحضير
يحضر هذا المركب من إضافة البروم وهيدروكسيد الصوديوم إلى محلول مثلج من السكسينيميد؛ ثم بفصل الراسب بعملية ترشيح؛ ويمكن أن ينقى بإجراء عملية إعادة تبلور.

## الخواص
يوجد المركب في الشروط القياسية على هيئة صلب بلوري عديم اللون، وهو متوسط الانحلالية في الماء (14.8 غ/ل عند الدرجة 20 °س)؛ كما ينحل في الأسيتون وأسيتات الإيثيل.

## أمثلة على التفاعلات
- تفاعل إضافة إلى الألكينات: حيث تتشكل مركبات برموهيدرين الموافقة:

تكون الشروط المثالية للتفاعل بالإضافة على دفعات إلى محلول من الألكلين في مزيج 50% مائي من ثنائي ميثيل السلفوكسيد DMSO أو ثنائي ميثوكسي الإيثان DME أو رباعي هيدرو الفوران THF أو ثالثي بوتانول عند الدرجة 0 °س. يساعد تشكل أيون البرومونيوم والهجوم الفوري لجزيئات الماء على حدوث إضافة وفق قاعدة ماركوفنيكوف من غير حدوث انتقائية فراغية.
عند استخدام كاشف محب للنواة (نكليوفيل) بدلاً من الماء يمكن الحصول حينها على مستبدلات ثنائية للألكانات.

## احتياطات
على الرغم من أن N-بروموسكسينيميد أسهل وأكثر أمانًا في التعامل من البروم، يجب اتخاذ الاحتياطات لتجنب الاستنشاق. يجب تخزين المركب في الثلاجة. يتحلل المركب بمرور الوقت مما يعطي البروم. لون المركب النقي أبيض، ولكن غالبًا ما يكون أبيض باهتًا أو بنيًا بواسطة البروم.
بشكل عام، تكون التفاعلات التي تتضمن N-بروموسكسينيميد طاردة للحرارة. لذلك، يجب اتخاذ احتياطات إضافية عند استخدامها على نطاق واسع.